# Circuit Franco–Belge
Circuit Franco–Belge je jednodenní cyklistický závod konaný v Belgii a Francii. Závod byl do roku 2010 znám jako Circuit Franco–Belge, v roce 2011 byl závod nazván Tour de Wallonie-Picarde a od roku 2012 do roku 2021 jako Tour de l'Eurométropole, popřípadě jako Eurométropole Tour. V roce 2022 se závod vrátil ke svému původnímu názvu. Mezi lety 2005 a 2015 byl závod organizován jako etapový a byl součástí UCI Europe Tour na úrovni 2.1. V roce 2016 byl závod přetransformován v jednodenní a přesunul se do kategorie 1.1. Nově se také stal součástí belgického poháru v silniční cyklistice. Závod začíná v západoflanderském městě Poperinge a končí v henegavském městě Tournai. V roce 2020 se závod stal součástí UCI ProSeries. Ročník 2020 však byl zrušen kvůli pandemii covidu-19.

## Seznam vítězů
| Rok       | Země                               | Jezdec                             | Tým                                |
| --------- | ---------------------------------- | ---------------------------------- | ---------------------------------- |
| 1924      | Francie                            | Julien Perrain                     |                                    |
| 1925      | Belgie                             | Julien Vervaecke                   |                                    |
| 1926      | Belgie                             | Julien Vervaecke                   |                                    |
| 1927      | Francie                            | Maurice Denamur                    |                                    |
| 1928      | Belgie                             | Alfons Ghesquiere                  |                                    |
| 1929      | Belgie                             | Alfons Ghesquiere                  |                                    |
| 1930      | Francie                            | Henri Deudon                       |                                    |
| 1931      | Belgie                             | Maurice Van Hee                    |                                    |
| 1932      | Belgie                             | Gustave Beckaert                   |                                    |
| 1933      | Francie                            | Raymond Debruycker                 |                                    |
| 1934      | Belgie                             | Cyriel Van Overberghe              |                                    |
| 1935      | Belgie                             | Cyriel Van Overberghe              |                                    |
| 1936      | Francie                            | Maurice Deschamps                  |                                    |
| 1937      | Belgie                             | Louis van Daele                    |                                    |
| 1938      | Belgie                             | Hector Lanssens                    |                                    |
| 1939      | Belgie                             | Michel Hermie                      |                                    |
| 1940–1954 | Nejelo se                          | Nejelo se                          | Nejelo se                          |
| 1955      | Belgie                             | Herman Decan                       |                                    |
| 1956      | Belgie                             | Georges Dequesne                   |                                    |
| 1957      | Polsko                             | Edouard Klabinski                  |                                    |
| 1958      | Belgie                             | François De Wagheneire             |                                    |
| 1959      | Belgie                             | Georges Dequesne                   |                                    |
| 1960      | Belgie                             | Willy Bocklandt                    |                                    |
| 1961      | Belgie                             | Laurent Christiaens                |                                    |
| 1962      | Belgie                             | Rolland Aper                       |                                    |
| 1963      | Belgie                             | Jan Nolmans                        |                                    |
| 1964      | Francie                            | Robert Duponchel                   |                                    |
| 1965      | Francie                            | Daniel Deprez                      |                                    |
| 1966      | Francie                            | René Chtiej                        |                                    |
| 1967      | Francie                            | Bern Delaurier                     |                                    |
| 1968      | Belgie                             | André Dierickx                     |                                    |
| 1969      | Belgie                             | Willy Van Mechelen                 |                                    |
| 1970      | Belgie                             | Ronny Vanmarcke                    |                                    |
| 1970      | Belgie                             | Ronny De Bisschop                  |                                    |
| 1971      | Belgie                             | Louis Dierckx                      |                                    |
| 1972      | Belgie                             | Willy Govaerts                     |                                    |
| 1973      | Belgie                             | Theo Dockx                         |                                    |
| 1974      | Belgie                             | Serge Vandaele                     |                                    |
| 1975      | Spojené království                 | David Wells                        |                                    |
| 1976      | Belgie                             | Gery Verlinden                     |                                    |
| 1977      | Belgie                             | Johan Huyghe                       |                                    |
| 1978      | Belgie                             | Jaen-Pierre Vrancken               |                                    |
| 1979      | Belgie                             | Jan Bogaert                        |                                    |
| 1980      | Belgie                             | Rudy Delehouzee                    |                                    |
| 1981      | Belgie                             | Jozef Lieckens                     |                                    |
| 1982      | Belgie                             | Rudy Dhaenens                      |                                    |
| 1983      | Švýcarsko                          | Benno Wiss                         |                                    |
| 1984      | Švýcarsko                          | Benno Wiss                         |                                    |
| 1985      | Švýcarsko                          | Guido Winterberg                   |                                    |
| 1986      | Švýcarsko                          | Othmar Häfliger                    |                                    |
| 1987      | Belgie                             | Luc Govaerts                       |                                    |
| 1988      | Belgie                             | Nico Roose                         |                                    |
| 1989      | Sovětský svaz                      | Vjačeslav Jekimov                  |                                    |
| 1990      | Východní Německo                   | Uwe Preißler                       |                                    |
| 1991      | Spojené království                 | John Hughes                        |                                    |
| 1992      | Belgie                             | Erwin Thijs                        |                                    |
| 1993      | Německo                            | Sven Teutenberg                    |                                    |
| 1994      | Lotyšsko                           | Dainis Ozols                       | Trident–Schick                     |
| 1995      | Lotyšsko                           | Romāns Vainšteins                  |                                    |
| 1996      | Nizozemsko                         | Koos Moerenhout                    | Rabobank                           |
| 1997      | Belgie                             | Mario Aerts                        | Vlaanderen 2002–Eddy Merckx        |
| 1998      | Dánsko                             | Frank Høj                          | Palmans Ideal                      |
| 1999      | Dánsko                             | Tayeb Braikia                      | AcceptCard Pro Cycling             |
| 2000      | Itálie                             | Daniele Nardello                   | Mapei–Quick-Step                   |
| 2001      | Belgie                             | Chris Peers                        | Cofidis                            |
| 2002      | Austrálie                          | Robbie McEwen                      | Lotto–Adecco                       |
| 2003      | Nizozemsko                         | Gerben Löwik                       | BankGiroLoterij                    |
| 2004      | Francie                            | Jimmy Casper                       | Cofidis                            |
| 2005      | Itálie                             | Marco Zanotti                      | Liquigas–Bianchi                   |
| 2006      | Belgie                             | Kevin Van Impe                     | Quick-Step–Innergetic              |
| 2007      | Belgie                             | Gert Steegmans                     | Quick-Step–Innergetic              |
| 2008      | Španělsko                          | Juan Antonio Flecha                | Rabobank                           |
| 2009      | Spojené státy                      | Tyler Farrar                       | Garmin–Slipstream                  |
| 2010      | Spojené království                 | Adam Blythe                        | Omega Pharma–Lotto                 |
| 2011      | Austrálie                          | Robbie McEwen                      | Team RadioShack                    |
| 2012      | Belgie                             | Jürgen Roelandts                   | Lotto–Belisol                      |
| 2013      | Belgie                             | Jens Debusschere                   | Lotto–Belisol                      |
| 2014      | Francie                            | Arnaud Démare                      | FDJ.fr                             |
| 2015      | Francie                            | Alexis Gougeard                    | AG2R La Mondiale                   |
| 2016      | Nizozemsko                         | Dylan Groenewegen                  | LottoNL–Jumbo                      |
| 2017      | Spojené království                 | Daniel McLay                       | Fortuneo–Oscaro                    |
| 2018      | Dánsko                             | Mads Pedersen                      | Trek–Segafredo                     |
| 2019      | Belgie                             | Piet Allegaert                     | Sport Vlaanderen–Baloise           |
| 2020      | Nejelo se kvůli pandemii covidu-19 | Nejelo se kvůli pandemii covidu-19 | Nejelo se kvůli pandemii covidu-19 |
| 2021      | Nizozemsko                         | Fabio Jakobsen                     | Deceuninck–Quick-Step              |
| 2022      | Norsko                             | Alexander Kristoff                 | Intermarché–Wanty–Gobert Matériaux |
| 2023      | Belgie                             | Arnaud De Lie                      | Lotto–Dstny                        |
| 2024      | Eritrea                            | Biniam Girmay                      | Intermarché–Wanty–Gobert Matériaux |